# Caída y recuperación
Dentro de la teoría de la historia de Arnold J. Toynbee, el movimiento de caída y recuperación es el proceso en tres tiempos y medio a través del cual una civilización se desintegra, cuando este proceso no es interrumpido por irrupciones foráneas.

## Esquema del ciclo de recuperación y recaída
- PRIMER TIEMPO:
  - Primera caída: Colapso de la civilización, generación de los estados parroquiales, e ingreso en el tiempo de angustias.
  - Primera recuperación: Cese temporal o disminución de las guerras intestinas del tiempo de angustias, y relativa estabilidad política entre los estados parroquiales.
- SEGUNDO TIEMPO:
  - Segunda caída (primera recaída): Paroxismo del tiempo de angustias, por recrudecimiento de las guerras intestinas entre los estados parroquiales.
  - Segunda recuperación: Aniquilación de los estados parroquiales y fundación del estado universal.
- TERCER TIEMPO:
  - Tercera caída (segunda recaída): Crisis del estado universal.
  - Tercera recuperación: Restauración del estado universal.
- TERCER TIEMPO Y MEDIO:
  - Caída final: Destrucción última del estado universal, paso a la fase de interregno, instauración de estados sucesores bárbaros, y término de la desintegración de la civilización (no hay recuperación subsiguiente).

Este esquema puede verse afectado por irrupciones externas, ya que una civilización en desintegración es especialmente vulnerable a los invasores procedentes de otras civilizaciones.

## Ejemplos históricos
Estos ejemplos históricos son de civilizaciones que siguieron su ritmo de caída y recuperación a lo largo de tres tiempos y medio, sin irrupción de invasores procedentes de civilizaciones extranjeras.

### Civilización Helénica
- Primera caída. Guerras del Peloponeso. Surgen dos estados parroquiales, Atenas y Esparta, incapaces de conseguir un nuevo orden político internacional, generando de este modo guerras intestinas dentro de la civilización, que se transformarán (en palabras de Tucídides) en el "inicio de los grandes males" de la Hélade.
- Primera recuperación. Creación de un statu quo internacional helénico, con varias potencias alrededor del Mar Mediterráneo: Roma, Cartago, Macedonia, Egipto, Imperio seléucida, Bactria. Época de Arquímedes y la Biblioteca de Alejandría.
- Segunda caída. Recrudecimiento de las guerras parroquiales, con el estallido de la segunda guerra púnica.
- Segunda recuperación. Eliminación de los estados parroquiales en beneficio de un único estado universal (el Imperio romano), por la obra combinada de Julio César y Octavio Augusto. Época de los Emperadores Antoninos.
- Tercera caída. Gran crisis del siglo III, dentro del Imperio romano, después del asesinato de Alejandro Severo.
- Tercera recuperación. Restauración del Imperio romano bajo la forma de Dominado, con Diocleciano y Constantino. Época de la expansión de la cultura cristiana.
- Caída final. Asalto al Imperio romano por hordas bárbaras germánicas, instauración de estados sucesores bajo la forma de Reinos Germanorromanos, creación de una Edad Heroica posthelénica, e interregno final.

### Civilización Sínica
- Primera caída. Colapso del sistema político impuesto por los Chou.
- Primera recuperación. Cese de las hostilidades entre estados parroquiales por una serie de tratados internacionales. Época de Confucio y Lao Tsé.
- Segunda caída. Paroxismo del tiempo de angustias por las guerras de los Tsin contra los restantes estados parroquiales.
- Segunda recuperación. Eliminación de los estados parroquiales en beneficio de un único estado universal (el Imperio Han, anticipado por el Imperio Tsin), por la obra combinada de Tsin Shi Huang Ti y Han Liu Pang. Época del esplendor de la cultura confucionista.
- Tercera caída. Eliminación de la Dinastía Han Anterior y guerras civiles subsiguientes.
- Tercera recuperación. Restauración del Imperio Han bajo la forma del Imperio Han Posterior. Época de la recopilación de la cultura sínica clásica.
- Caída final. Asalto al Imperio Han Posterior por hordas bárbaras estepáricas de Asia (hiungnu, juanjuan y otros), instauración de estados sucesores (los Tres Reinos), creación de una Edad Heroica postsínica e interregno final.

- Datos: Q5759456